# Synagoge (Wächtersbach)

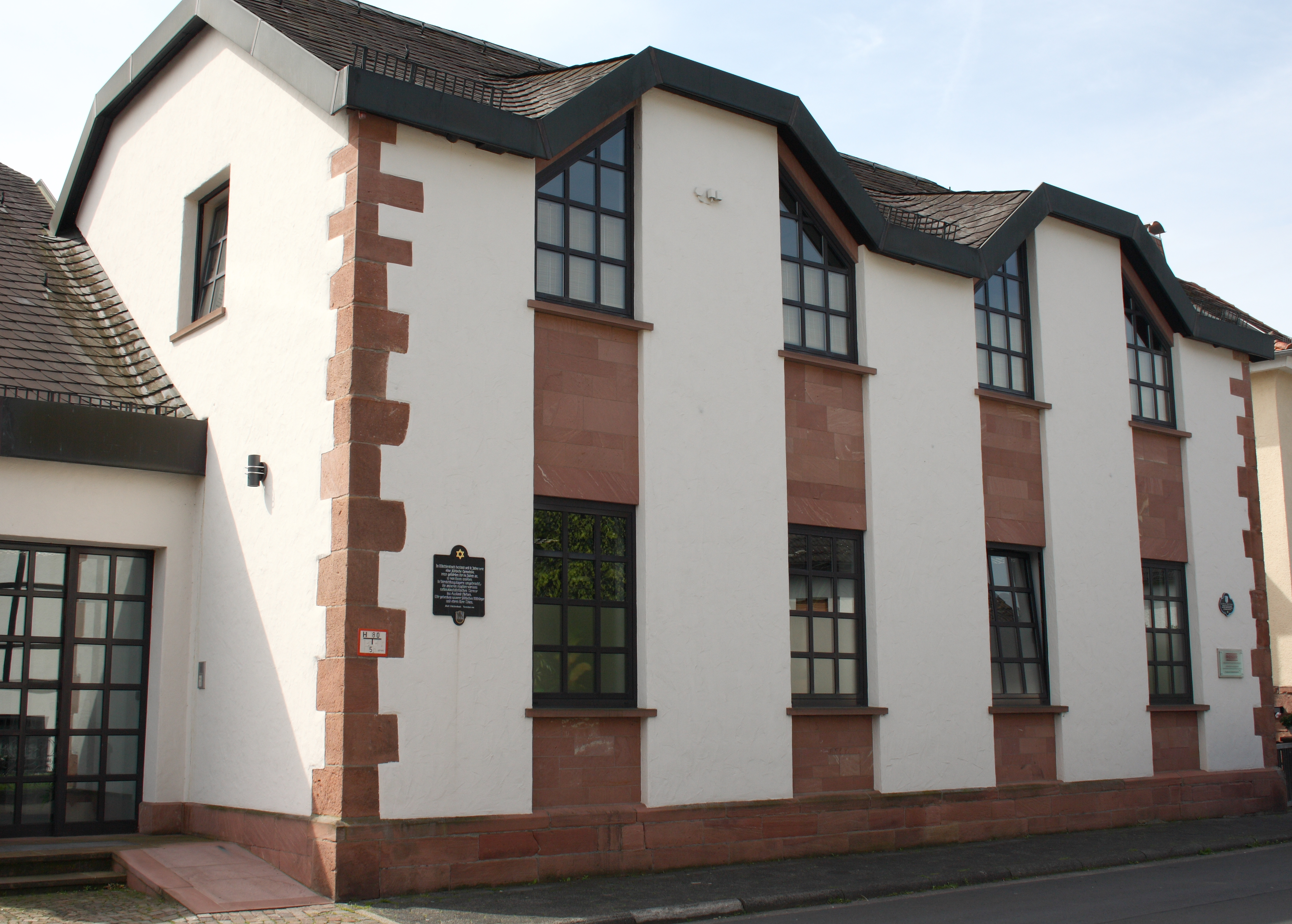
Ehemalige Synagoge in Wächtersbach

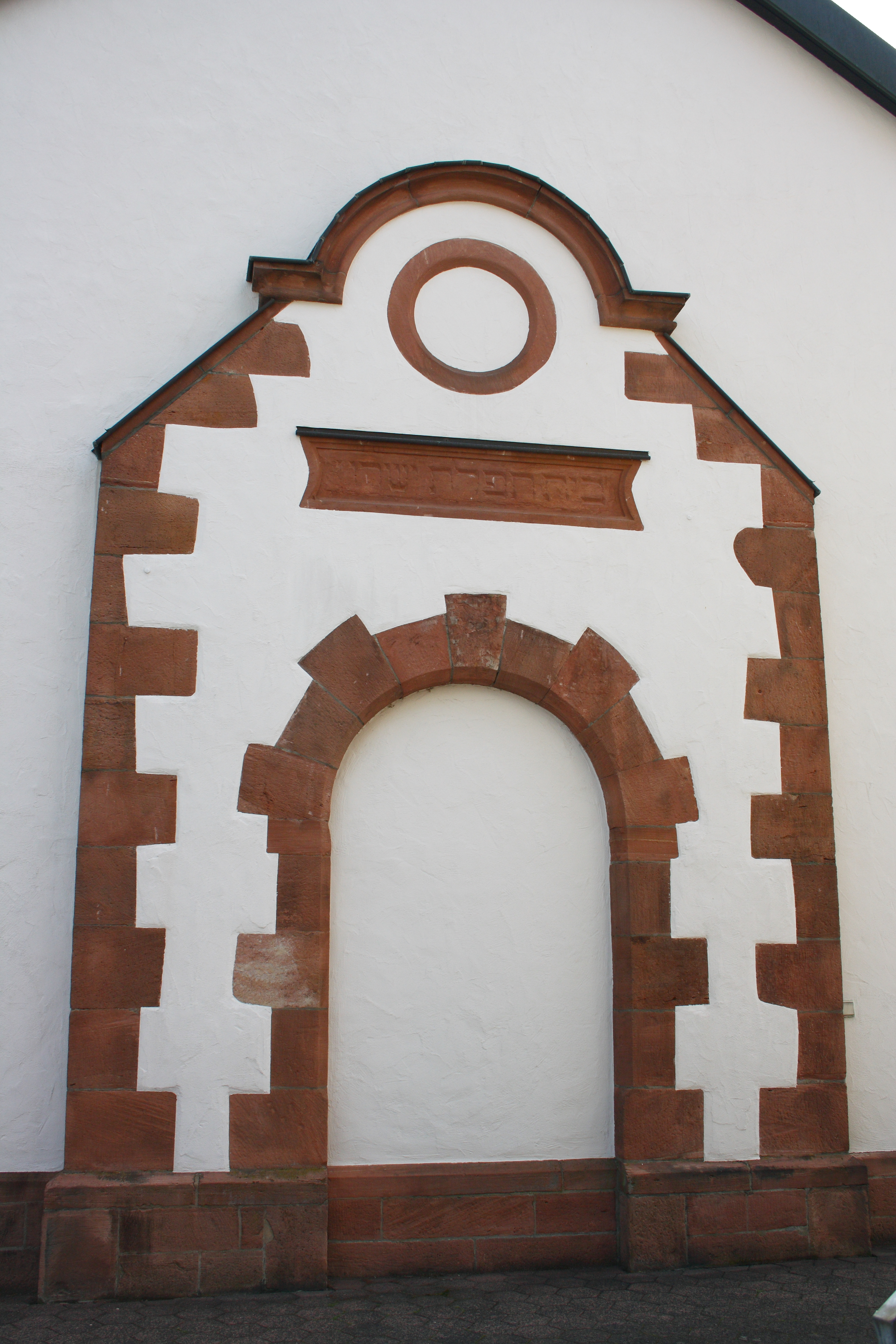
Ehemalige Eingangszone mit hebräischer Inschrift

Die Synagoge in Wächtersbach, einer Stadt im Main-Kinzig-Kreis in Hessen, wurde 1894/95 errichtet. Das heute stark veränderte Gebäude an der Bleichgartenstraße 6 ist ein geschütztes Baudenkmal.

## Geschichte
Seit 1690 hielt die jüdische Bevölkerung von Wächtersbach ihre Gottesdienste in Privathäusern ab. Die jüdische Gemeinde erwarb Mitte des 18. Jahrhunderts ein Nebengebäude des Schlosses, in dem sie die Synagoge, die Schule und die Lehrerwohnung einrichtete. Die Jüdische Gemeinde Wächtersbach, bestehend aus elf Familien, beschloss 1878 den Neubau einer Synagoge, der 1895 eingeweiht wurde. 1910 wurde östlich das jüdische Gemeindehaus mit Schule, Lehrerwohnung und Bad (Mikwe) angebaut.
Die Synagoge wurde einige Monate vor der sogenannten Reichspogromnacht 1938 verkauft. Nach verschiedenen anderen Nutzungen befinden sich heute Büros in dem Gebäude.

## Beschreibung
Der zweigeschossige Putzbau mit vier Achsen besitzt eine Eckquaderung aus Sandstein. Ursprünglich waren zur Straßenseite vier hohe Rundbogenfenster vorhanden. Am südwestlichen Stufengiebel ist die ehemalige risalitartige Eingangszone erhalten, die heute geschlossen ist. Der kleine Glockenstuhl auf der Giebelspitze ist nicht mehr vorhanden. Über dem Portal ist eine hebräische Inschrift, auf Deutsch „Gebetshaus Israels“, erhalten. Das Innere der ehemaligen Synagoge ist durch verschiedene Umbauten gänzlich verändert worden.